# Petkovy
Petkovy (en allemand : Petkow) est une commune du district de Mladá Boleslav, dans la région de Bohême-Centrale, en République tchèque. Sa population s'élevait à 304 habitants en 2020.

## Géographie
Petkovy se trouve à 9,5 km au nord-est de Dobrovice, à 12,5 km à l'est de Mladá Boleslav et à 59 km au nord-est de Prague.
La commune est limitée par Dolní Bousov au nord et au nord-est, par Domousnice et Řitonice à l'est, par Lhotky au sud, et par Březno et Dlouhá Lhota à l'ouest.

## Histoire
La première mention écrite de la localité date de 1393.

## Administration
La commune se compose de deux quartiers :
- Petkovy
- Čížovky

## Transports
Par la route, Petkovy se trouve à 15 km de Dobrovice, à 14 km de Mladá Boleslav et à 71 km du centre de Prague.